# Train to Pakistan
Train to Pakistan – indyjski dramat wojenny z 1998 roku. Film porusza problem Podziału subkontynentu na laickie Indie i muzułmański Pakistan, podziału dokonanego w 1947 roku podczas wycofywania się Brytyjczyków z kraju. Przedstawiono tu relacje między sikhami i muzułmanami w pewnym miasteczku pendżabskim. Na tle bratobójczych rzezi między sikhami i muzułmanami i exodusu milionów uciekających z Pakistanu do Indii i z Indii do Pakistanu rozgrywa się historia kilku osób. Los związał bohaterów tej historii sikha Juggdada Singha i hindusa Hukuma Chanda z muzułmankami. Reżyseria - Pamela Rooks. W rolach głównych Mohan Agashe, Nirmal Pandey, Divya Dutta, Rajit Kapur, Smriti Mishra.
W filmie można usłyszeć sławną pieśń Amrity Pritam, autorki książki, na podstawie której powstał inny film o Podziale Pinjar - "Aaj Aakhaan Waris Shah Nu" ("Pytam dziś Warisa Shaha"). Pieśń ta jest jednym z najbardziej znanych utworów opłakujących ból podzielonego Pendżabu.
Film dedykowano milionom, które opuszczając swój dom i ojczyznę musiały odejść z Pakistanu do Indii i z Indii do Pakistanu i tym, którzy zginęli podczas Podziału Indii.

## Fabuła
W małym pendżabskim miasteczku Mano Mojra w zgodzie i przyjaźni żyją obok siebie od pokoleń rodziny sikhów i muzułmanów. Łączą ich wspólne troski, pomaganie sobie, radość przeżywanych wspólnie świąt, wiara, że wszystkimi mieszkańcami opiekuje się Bóg. Niezależnie, czy ktoś z nich modli się do Allaha czy Wahe Guru, szukanie pomocy u Boga, wielbienie go i wdzięczność modlitwy jest wspólna. Rok 1947 okazuje się próbą serc ich wszystkich. 15 sierpnia 1947 roku zostaje ogłoszona niepodległość Indii. Po stuleciach niewoli Brytyjczycy wreszcie opuszczają Indie, ale cena wolności jest bardzo wysoka. Dochodzi do podziału subkontynentu na laickie Indie i muzułmański Pakistan. Linia podziału przebiega przez Pendżab i Bengal. Sikhowie i hindusi w panice opuszczają Pakistan. Muzułmanie uciekają z Indii. Miliony ludzi wyrwanych ze swoich domów, ze swojej codzienności uciekają przed gwałtem i śmiercią. Pendżab wrze, ale w Mano Mojra panuje jeszcze spokój. Sikhijski dakoita Juggut Singh ukrywa się ze swoją miłością do muzułmanki Nooran. Urzędnikowi magistratu Hukum Chandowi (Mohan Agashe) przyprowadzają młodziutką muzułmańską tancerkę. Wyszkolona przez babkę Haseena śpiewa i tańczy przed nim, gotowa oddać mu swoje nieznające mężczyzny ciało. Każdy w wiosce żyje swoimi sprawami. Spokojnie. Dopóki na pobliskiej stacji nie zatrzymuje się pociąg z Pakistanu. Wagony pociągu wypełnione są martwymi ciałami sikhów i hindusów. Mieszkańcy wioski otrzymują od władzy rozkaz: przynieść drewno na opał i naftę. Jak najwięcej. Z daleka przyglądają się płonącym ciałom. Ogarnia ich groza. Muzułmanie zaczynają bać się o swoje życie. Za rada życzliwych im sikhijskich sąsiadów opuszczają wioskę. Udają się do obozu dla uchodźców. Wśród nich jest daremnie szukająca pomocy u matki Juggata brzemienna Nooran. W najbliższym czasie uchodźcy muzułmańscy mają wyruszyć z obozu do Pakistanu. Brzemienna Nooran z niewidomym ojcem, młodziutka Haseena z babką i wielu, wielu innych czeka niepewne jutro na obczyźnie. Ale zanim przekroczą granice Pakistanu, muszą wsiąść do pociągu...

## Motywy filmu (na tle kina indyjskiego)
- kaźń na szubienicy (Rang De Basanti, Ram Jaane, The Legend of Bhagat Singh) * relacja ojciec - synek (Akele Hum Akele Tum) * bandyci (Bandit Queen) * sikhowie (Jab We Met, Król z przypadku) * Pendżab (Pinjar) * podział Indii 1947 rok (Partition, Pinjar) * seks * wolny związek * relacja ojciec - córka * niewidoma osoba (Fanaa, Dushman) * sprzedaż dziewczynki na prostytutkę (Salaam Bombay!) * pociąg * świątynia sikhów (Apne) * meczet (Veer-Zaara, Halla Bol) * miłość między innowiercami (Veer-Zaara, Salaam-e-Ishq: A Tribute To Love) * wiejska poczta (Swades) * na polu (Pinjar, Athadu) * tortury na posterunku (Nijam, Slumdog. Milioner z ulicy') * rozpoznanie muzułmanina po obrzezaniu (Mr. and Mrs. Iyer) pociąg * strata dziecka (Khamoshi: The Musical) * modlitwa do Allaha (Black Friday) * wiara w Boga * na dworcu (Insan) * pociąg pełen zabitych (Partition) * pańczarat - spotkanie społeczności lokalnej (Swades, Król z przypadku) * exodus ( Pinjar, Partition) * pogrzeb hinduski, palenie zwłok (Coś się dzieje, Czasem słońce, czasem deszcz) * uchodźcy (Refugee) * rzeź na muzułmanach (Dev, Fiza, Dharm) * ciąża (Salaam Namaste) * pociąg

## Odwołanie dosikhizmu
- Sikh Jaggudu otwiera w decydującym momencie swego życia Słowo ze Świętej Księgi sikhów, Słowo Boga do niego na ten moment jego życia i czyta: „Ten, który uczynił dzień i noc, z dni tydzień i pory roku, Ten, kto kazał wiać wiatrom i płynąć rzekom, uczynił ziemię – świat prawa, Ten, za którego sprawą powstały stworzenia różnych rodzajów, o tysiącach imion, stworzył Prawo. Dla Boga prawda i tylko prawda”.

## Obsada
- Nirmal Pandey ... Juggut Singh, dakoita
- Mohan Agashe	... Hukum Chand, urzędnik magistratu
- Rajit Kapoor ... komunizujący Iqbal
- Smriti Mishra ... muzułmanka Nooran
- Divya Dutta	... Haseena, muzułmańska tancerka
- Mangal Dhillon	... oficer policji
- Paritosh Sand		... Malli
- M.S. Sathyu
- Kamal Tiwari
- Suresh Jindal
- Amardeep Jha
- Sharda Desoares
- Amit Kharbanda
- Ajaybir Singh
- Vijay Kapoor